# Aphanistes kayi
Aphanistes kayi är en stekelart som beskrevs av Ian D. Gauld 1980. Aphanistes kayi ingår i släktet Aphanistes och familjen brokparasitsteklar. Inga underarter finns listade i Catalogue of Life.